# Burubuulbuul
De burubuulbuul (Hypsipetes mysticalis synoniemen: Thapsinillas mysticalis of Alophoixus mysticalis) is een zangvogel uit de familie Pycnonotidae (buulbuuls).

## Verspreiding en leefgebied
Deze soort is endemisch op Buru, een eiland in de Indonesische eilandengroep de Molukken.

## Status
De grootte van de populatie is niet gekwantificeerd maar de soort wordt omschreven als algemeen. Op de Rode lijst van de IUCN heeft deze soort de status niet bedreigd.